# باول جاي زاك
باول جاي زاك (بالإنجليزية: Paul J. Zak) هو عالم أعصاب واقتصادي أمريكي، ولد في 9 فبراير 1962 في Santa Barbara ‏.